# العلاقات الفيجية اللبنانية
العلاقات الفيجية اللبنانية هي العلاقات الثنائية التي تجمع بين فيجي ولبنان.

## مقارنة بين البلدين
هذه مقارنة عامة ومرجعية للدولتين:
| وجه المقارنة                                              | فيجي                                                                 | لبنان                                                                |
| --------------------------------------------------------- | -------------------------------------------------------------------- | -------------------------------------------------------------------- |
| المساحة (كم2)                                             | 18.27 ألف                                                            | 10.45 ألف                                                            |
| عدد السكان (نسمة)                                         | 915.30 ألف                                                           | 6.10 مليون                                                           |
| الكثافة السكانية (ن./كم²)                                 | 50.1                                                                 | 583.73                                                               |
| العاصمة                                                   | سوفا                                                                 | بيروت                                                                |
| اللغة الرسمية                                             | لغة إنجليزية، اللغة الفيجية، اللغة الفيجي الهندية، اللغة الهندستانية | اللغة العربية، لغة فرنسية                                            |
| العملة                                                    | دولار فيجي                                                           | ليرة لبنانية                                                         |
| الناتج المحلي الإجمالي (بليون دولار)                      | 5.06 مليار                                                           | 51.84 مليار                                                          |
| الناتج المحلي الإجمالي (تعادل القوة الشرائية) بليون دولار | 8.32 مليار                                                           | 81.54 مليار                                                          |
| الناتج المحلي الإجمالي الاسمي للفرد دولار أمريكي          | 4.96 ألف                                                             | 8.05 ألف                                                             |
| الناتج المحلي الإجمالي للفرد دولار أمريكي                 | 8.79 ألف                                                             | 17.46 ألف                                                            |
| مؤشر التنمية البشرية                                      | 0.727                                                                | 0.769                                                                |
| رمز المكالمات الدولي                                      | +679                                                                 | +961                                                                 |
| رمز الإنترنت                                              | .fj                                                                  | .lb                                                                  |
| المنطقة الزمنية                                           | ت ع م+12:00                                                          | ت ع م+02:00، ت ع م+03:00، توقيت شرق أوروبا، توقيت شرق أوروبا الصيفي ‏ |

## منظمات دولية مشتركة
يشترك البلدان في عضوية مجموعة من المنظمات الدولية، منها:
| علم المنظمة | اسم المنظمة                               | تاريخ انضمام فيجي | تاريخ انضمام لبنان |
| ----------- | ----------------------------------------- | ----------------- | ------------------ |
|             | الاتحاد البريدي العالمي                   | ?                 | ?                  |
|             | يونسكو                                    | 14 يوليو 1983     | 4 نوفمبر 1946      |
|             | البنك الدولي للإنشاء والتعمير             | 28 مايو 1971      | 14 أبريل 1947      |
|             | وكالة ضمان الاستثمار متعدد الأطراف        | 24 سبتمبر 1990    | 19 أكتوبر 1994     |
|             | الاتحاد الدولي للاتصالات                  | 5 مايو 1971       | 12 يناير 1924      |
|             | منظمة الشرطة الجنائية الدولية             | ?                 | ?                  |
|             | مؤسسة التمويل الدولية                     | 12 يوليو 1979     | 28 ديسمبر 1956     |
|             | الأمم المتحدة                             | 13 أكتوبر 1970    | 24 أكتوبر 1945     |
|             | مؤسسة التنمية الدولية                     | 29 سبتمبر 1972    | 10 أبريل 1962      |
|             | منظمة حظر الأسلحة الكيميائية              | ?                 | ?                  |
|             | المركز الدولي لتسوية المنازعات الاستشارية | 10 سبتمبر 1977    | 25 أبريل 2003      |

## وصلات خارجية
- موقع وزارة الخارجية الفيجية